# Escalloniaceae
Las escaloniáceas (Escalloniaceae) son una familia de plantas eudicotiledóneas perteneciente al orden Escalloniales. La familia incluye 9 géneros y unas 130 especies. En general son árboles o  arbustos oriundos de las regiones templadas a tropicales de Sudamérica, Malasia, Nueva Zelanda y de la isla Reunión.

## Descripción
Son árboles o arbustos, usualmente terrestres, raramente plantas epífitas; los tallos con corteza frecuentemente exfoliante. Estípulas ausentes. Hojas alternas, simples, con las láminas a veces glandulares o resinosas, margen frecuentemente aserrado o con glándulas caducas.
Inflorescencias terminales o axilares, en racimos, panículas o menos frecuentemente flores solitarias. Flores actinomorfas, bisexuales; sépalos 5, frecuentemente fusionados en las bases para formar un tubo corto; pétalos 5, libres, lineares, espatulados u obovados, erectos o extendidos; androceo de 5 estambres, estambres alternipétalos, anteras dehiscentes longitudinalmente; disco epígino rodeando la base del estilo.
Frutos en forma de cápsulas. Semillas numerosas, pequeñas; con endosperma.

## Galería de imágenes

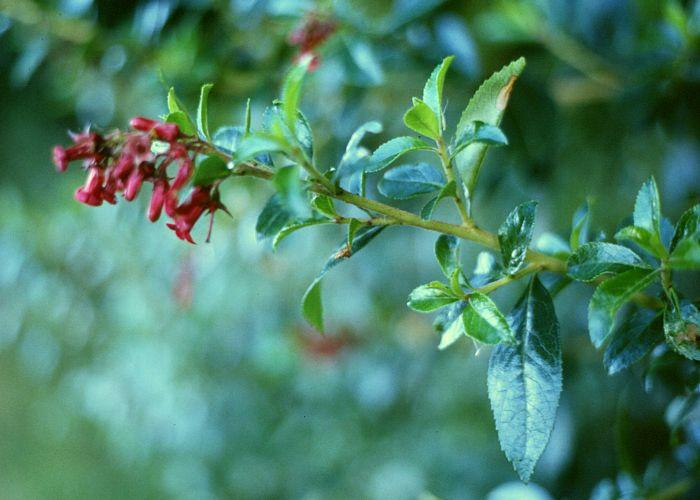
Escallonia rubra
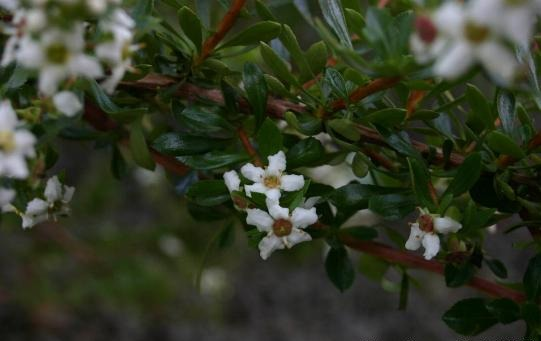
Escallonia virgata